# Chiles en nogada
Chiles en Nogada („nogada“ von „nogal“, span. Walnussbaum) sind ein traditionelles mexikanisches Gericht, das aus gefüllten Poblano-Paprika mit Walnusssauce und Granatapfelkernen besteht. Insbesondere aufgrund seiner Symbolik gilt das Gericht als mexikanische Nationalspeise, die Zutaten repräsentieren die Nationalfarben Mexikos (Poblanos sind grün, die Sauce weiß und Granatapfelkerne rot). Chiles en Nogada sind in Mexiko ab Ende August populär, da dann die Walnussernte beginnt.

## Das Gericht

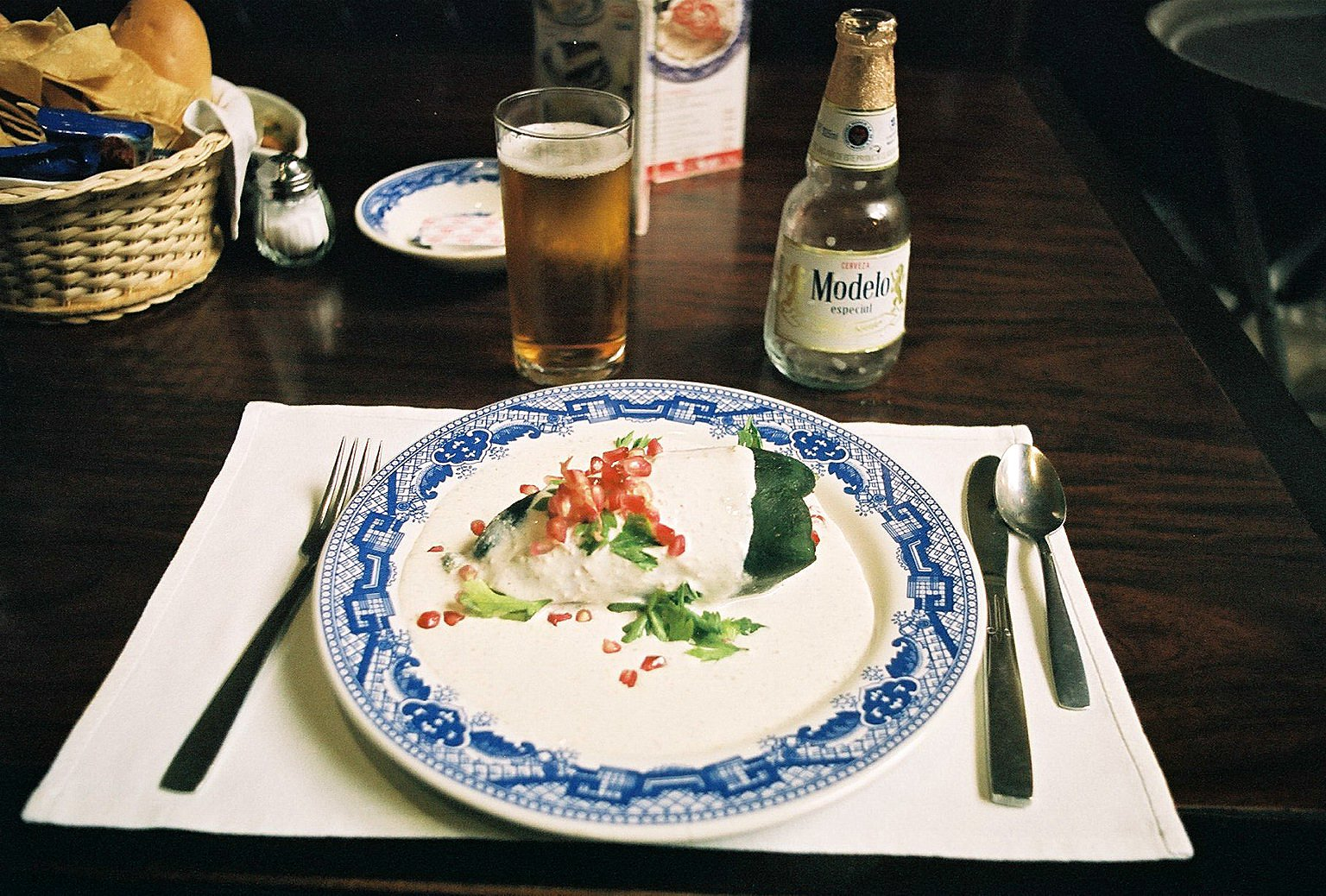
Chiles en Nogada

Chiles en Nogada werden in der Regel mit Picadillo gefüllt, einem mexikanisch gewürzten Hackfleisch, das auch etwa als Tacofüllung verwendet wird. Es gibt sehr viele Variationen von Picadillo, typische Bestandteile sind Tomaten, Zwiebeln, gelegentlich kommen auch etwa Knoblauch, Oliven, Kapern und Rosinen dazu. Die Besonderheit des Picadillos für Chiles en Nogada ist, dass zusätzlich Früchte und Nüsse in das geschmorte Hackfleisch kommen. Die „Kochbuchautorität“ für mexikanische Küche außerhalb Mexicos, Diana Kennedy, gibt in ihrem Rezept Birnen und Pfirsiche als Bestandteile an.
Die Poblanos werden kurz über einer offenen Flamme gegrillt, so dass die Haut abfällt oder sich abziehen lässt. Im Folgenden werden die Schoten gelegentlich zusätzlich paniert und frittiert. Dieser letzte Schritt ist jedoch umstritten und auch Kennedy erklärt, dass Chiles en Nogada durch Panieren und Frittieren überladen würden.
Die Poblanos werden mit einer Sauce serviert, deren Hauptbestandteile gemahlene Walnüsse, milder, mexikanischer Käse und Sahne sind. Es gibt süßliche und salzige Variationen der Walnusssauce. Schließlich wird das Gericht mit frischen Granatapfelkernen bestreut.

## Geschichte

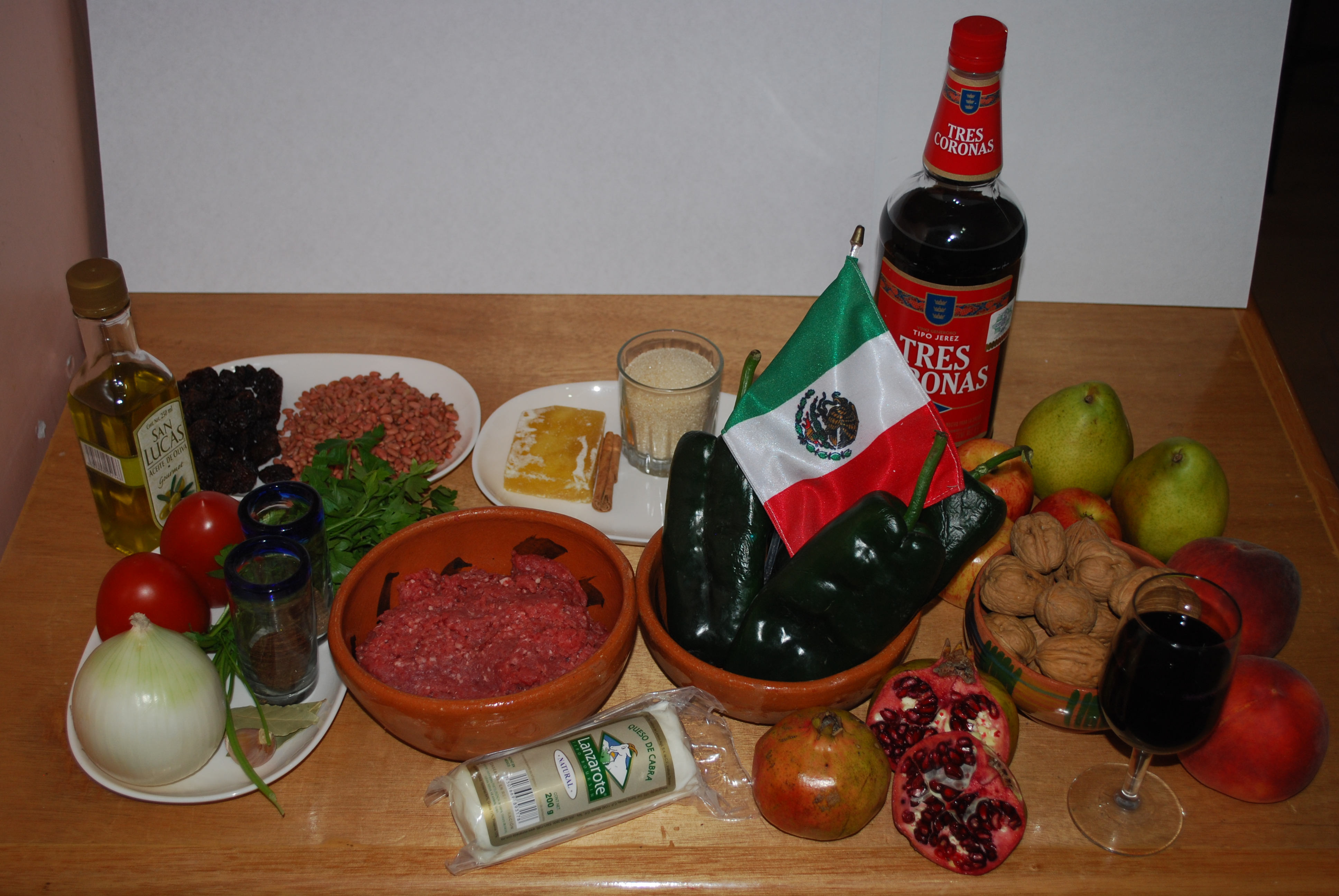
Zutaten für Chiles en nogada

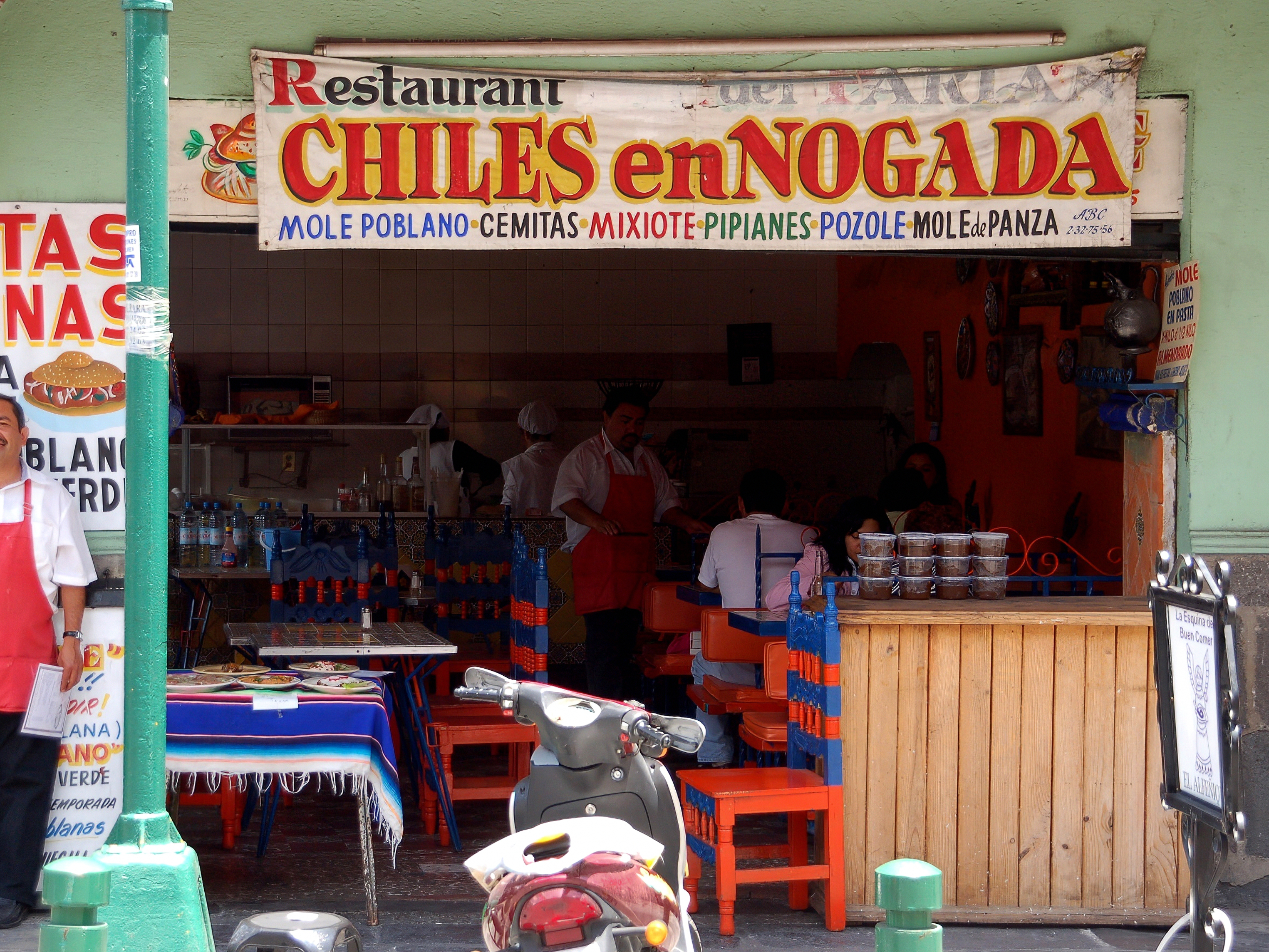
Mexikanisches Restaurant in Puebla

Chiles en Nogada sind ein traditionelles Gericht des Bundesstaates Puebla südlich von Mexiko-Stadt. Diana Kennedy berichtet, dass Chiles en Nogada angeblich erstmals 1821 bei einem Bankett zu Ehren von Agustín de Iturbide serviert wurden. Nach der Unterzeichnung des Tratados de Córdoba war die Unabhängigkeit Mexikos gesichert und bei dem Bankett wurden ausschließlich Gerichte in den Nationalfarben Mexikos serviert.
Von Rachel Laudan und Jeffrey M. Pilcher werden Chiles en Nogada zudem mit der Kochtradition der iberischen Halbinsel verknüpft. So findet sich der Begriff „nogada“ bereits in einem 1699 in Madrid publizierten Kochbuch. In dem mexikanischen Kochbuch Recetario de Dominga de Guzmán aus der Mitte des 18. Jahrhunderts findet sich zudem das Hühnchengericht Nogada portuguesa, das bereits die typische Walnusssauce enthält. Diese Publikation in Mexiko spricht jedoch nicht gegen einen europäischen Ursprung, zumal in den Kochbüchern explizit angemerkt wurde, wenn der Ursprung des Gerichtes in der neuen Welt vermutet wurde.

## Politik und Kultur
Die (historisch nicht gesicherte) Geschichte und die Farbgebung verleihen dem Gericht eine nationale Symbolik und es wird häufig am mexikanischen Unabhängigkeitstag am 16. September serviert. Von Donald Stevens wird Chiles en Nogada daher sogar als „hervorstechendes Gericht des mexikanischen Nationalismus“ bezeichnet.
Eine ausführliche Beschreibung des Gerichts und Rezepts findet sich zudem in dem Roman Como agua para chocolate (deutsch: Bittersüße Schokolade) der mexikanischen Schriftstellerin Laura Esquivel.